# Centre de maintenance des tramways de Saint-Priest
Le centre de maintenance des tramways de Saint-Priest Porte des Alpes est un centre de remisage et de maintenance des rames du tramway de Lyon situé sur le territoire de Saint-Priest dans la banlieue sud-est de Lyon. Il est situé à proximité de l'hôpital privé de l'Est lyonnais et du centre commercial Porte des Alpes. 

## Histoire
Il a été mis en fonction dès le lancement des lignes de tramway T1 et T2 le 2 janvier 2001.
Il a été réalisé par le cabinet d'architecture Ferrand-Sigal associé à la Sémaly, sous l'égide du SYTRAL et pour un coût total de 26,22 millions d'euros.
« Site historique de remisage des tramways » lyonnais, il était encore en travaux fin 2019, pour un agrandissement permettant d'accueillir seize nouvelles rames en remisage. Il a été ouvert au public en 2019 pour les journées du patrimoine.

## Fonctions
Le centre de maintenance peut abriter 55 rames. En dehors de cette fonction, il est aussi équipé pour les réparer, avec des voies sur fosses, des passerelles permettant d'accéder aux éléments situés en toiture. Il est également doté d'une station de lavage pour assurer l'entretien régulier de ces rames.
Ce centre accueille également le Poste de Commande Tramway (PCT) chargé de la gestion de la circulation des lignes T1, T2, T4, T5 et T6.

### Lignes entretenues
Le Centre de maintenance des tramways de Saint-Priest accueille principalement les lignes T1, T2, T5 et T6.
Occasionnellement, il peut accueillir des rames des lignes T3, T4 et T7 ayant subi des dégâts importants que ne peut prendre en charge le Centre de Maintenance de Meyzieu.

### Trajets depuis le centre de maintenance
Trajets : pour la ligne T1 : Trajet T2 entre Porte des Alpes et Perrache (effectué en service commercial T2 puis T1 entre Perrache et Debourg) ; pour la ligne T2 : Station Porte des Alpes ; pour la ligne T3 : Trajet T2 entre Porte des Alpes et Jet d'eau - Mendès France, T4 entre Jet d'eau - Mendès France et Part Dieu - Sud ; pour la ligne T4 : Trajet T2 entre Porte des Alpes et Jet d'eau - Mendès France ; pour la ligne T5 : Trajet T2 entre Porte des Alpes et Rebufer ; pour la ligne T6 : Trajet T2 entre Porte des Alpes et Desgenettes - Vinatier ; pour la ligne T7 : Trajet T2 entre Porte des Alpes et Jet d'eau - Mendès France puis T4 entre Jet d'eau - Mendès France et Part Dieu - Sud et trajet T3 entre Part Dieu - Sud et Vaulx-en-Velin - La Soie.

### Composition du centre de maintenance

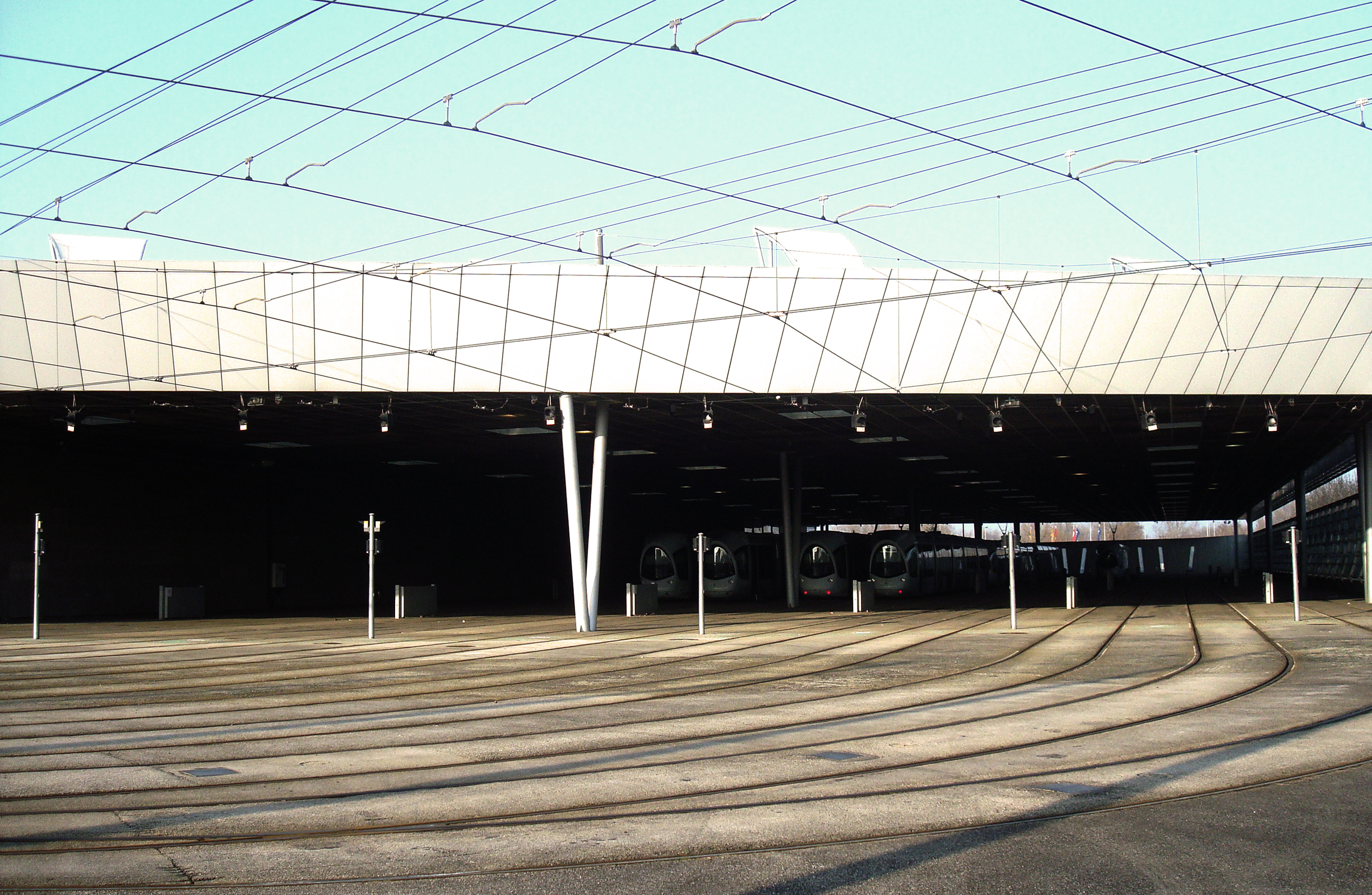
Centre de maintenance 4.

Le centre de maintenance regroupe plusieurs éléments : Le centre de remisage où sont garées les rames en fin de service ; la station-service où le soir les rames sont nettoyées par un aspirateur géant à l’intérieur et des rouleaux à l’extérieur ; les ateliers d’entretien où les rames sont nettoyées à fond et où la maintenance préventive et corrective est assurée sur des voies équipées de fosses (entretien des bogies notamment) et de passerelles (entretien des éléments en toiture) ; le tour en fosse où sont reprofilées (réusinées) les roues du tramway sans démontage, tous les 20 000 km environ, de façon à assurer la bonne tenue des organes de roulement et limiter les nuisances sonores en service ; les locaux administratifs, qui sont réservés au personnel TCL ; le poste de commandement centralisé du tramway (PCT), qui contrôle 24h/24h la circulation des rames et l’activité des voyageurs en station grâce à la gestion technique centralisée (GTC) qui gère la sonorisation, la signalisation ferroviaire et le système d’information aux voyageurs.
Le système de vidéosurveillance centralisé permet l’affichage des nombreuses caméras vidéo implantées en station et le long des lignes de tramway. Le PCT gère aussi le réseau d’alimentation électrique des lignes aériennes et peut couper cette alimentation à distance en cas d’incident grave ou sur demande d'intervention spécifique.